# Grand Prix de Denain 2008
La 50e édition du Grand Prix de Denain a eu lieu le jeudi 17 avril 2008. Il s'agit de la sixième épreuve de la Coupe de France de cyclisme sur route 2008. Elle a été remportée par le Norvégien Edvald Boasson Hagen.

## Classement final
Edvald Boasson Hagen remporte la course en parcourant les 189,3 kilomètres en 4 h 22 min 59 s à la vitesse moyenne de 44,400 km/h,.
| Classement final, | Classement final,    | Classement final, | Classement final,  | Classement final,  |
|                   | Coureur              | Pays              | Équipe             | Temps              |
| ----------------- | -------------------- | ----------------- | ------------------ | ------------------ |
| 1er               | Edvald Boasson Hagen | Norvège           | High Road          | en 4 h 22 min 59 s |
| 2e                | Jimmy Casper         | France            | Agritubel          | m.t                |
| 3e                | Jimmy Engoulvent     | France            | Crédit agricole    | m.t                |
| 4e                | Frédéric Guesdon     | France            | Française des jeux | m.t                |
| 5e                | Paolo Longo Borghini | Italie            | Barloworld         | + 28 s             |
| 6e                | Lilian Jégou         | France            | Française des jeux | + 57 s             |
| 7e                | Stefan van Dijk      | Pays-Bas          | Mitsubishi-Jartazi | + 57 s             |
| 8e                | Alexandre Blain      | France            | Cofidis            | + 1 min 1 s        |
| 9e                | Stijn Vandenbergh    | Belgique          | AG2R La Mondiale   | + 1 min 5 s        |
| 10e               | Olivier Bonnaire     | France            | Bouygues Telecom   | + 1 min 7 s        |
| modifier          |                      |                   |                    |                    |